# Сибелиус, Ян
Ян Сибе́лиус (фин.  и швед. Jean Sibelius; при рождении швед. Johan Julius Christian Sibelius, Ю́хан Ю́лиус Христиа́н Сибе́лиус; 8 декабря 1865[…], Тавастгус[…] — 20 сентября 1957[…], Ярвенпяа, Уусимаа[…]) — финский композитор.
Творчество Сибелиуса развивалось преимущественно в традициях западноевропейского романтизма, стилистика некоторых[каких?] его сочинений отразила веяния импрессионизма. Основные творческие достижения композитора сосредоточены в области оркестровой музыки (7 симфоний, симфонические поэмы, сюиты). Широко известны также скрипичный концерт, оркестровый «Грустный вальс» (из музыки к драме Арвида Ярнефельта «Смерть»), хоровой «Гимн Финляндии». Многие сочинения Сибелиуса прямо или обобщённо связаны с финской национальной тематикой. Видный представитель золотого века финского искусства периода 1880—1910 годов.

## Биография
Родился 8 декабря 1865 года в городе Тавастгусе в семье финских шведов, доктора Кристиана Густава Сибелиуса и Марии Шарлотты Борг. Рано потерял отца, провёл детские годы с матерью, братом и сестрой в доме бабушки в своём родном городе. В семье Сибелиуса говорили на шведском языке и поддерживали шведские культурные традиции. Тем не менее родители отдали Яна в финноязычную среднюю школу. В 1876—1885 годах он учился в Нормальном лицее Тавастгуса. Следуя семейной традиции, детей обучали игре на музыкальных инструментах. Сестра Линда занималась на рояле, брат Кристиан — на виолончели, Ян — вначале на фортепиано, но после предпочёл скрипку. Уже в школьном возрасте Ян сочинил небольшую пьесу. Впоследствии его влечение к музыке возрастало, и он начал систематические занятия под руководством руководителя местного духового оркестра Густава Левандера. Полученные практические и теоретические знания позволили написать юноше несколько камерно-инструментальных сочинений.
В 1885 году он поступил на юридический факультет Императорского университета в Гельсингфорсе, однако профессия юриста его не привлекала, и Сибелиус вскоре перешёл в Музыкальный институт, где стал самым блестящим учеником Мартина Вегелиуса. Многие из его ранних сочинений для камерных ансамблей исполнялись студентами и преподавателями института.
В 1889 году Сибелиус получил государственную стипендию для обучения композиции и теории музыки у Альберта Беккера в Берлине. В следующем году брал уроки у Карла Гольдмарка и Роберта Фукса в Вене.
По возвращении Сибелиуса в Финляндию состоялся его официальный дебют как композитора: была исполнена симфоническая поэма «Куллерво» (Kullervo), ор. 7, для солистов, мужского хора и оркестра — по одному из сказаний финского народного эпоса Калевала. Это были годы патриотического подъёма, и Сибелиуса провозгласили «музыкальной надеждой нации». Вскоре он женился на Айно Ярнефельт, отцом которой был известный генерал-лейтенант и губернатор, принимавший участие в финском национальном движении — Август Александер Ярнефельт. В семье родилась дочь Рут Снельман.
За «Куллерво» последовали симфоническая поэма «Сказка» (En Saga), ор. 9 (1892); сюита «Карелия» (Karelia), ор. 10 и 11 (1893); «Весенняя песня», ор. 16 (1894) и сюита «Лемминкяйнен» (Lemminkissarja), ор. 22 (1895). В 1897 году Сибелиус участвовал в конкурсе на замещение должности преподавателя музыки в университете, но потерпел неудачу, после чего друзья убедили сенат учредить для него ежегодную стипендию в 3000 финских марок.
Заметное влияние на раннее творчество Сибелиуса оказали два финских музыканта: искусству оркестровки его обучал Роберт Каянус, дирижёр и основатель Ассоциации хельсинкских оркестров, а наставником в области симфонической музыки был музыкальный критик Карл Флодин. Премьера Первой симфонии Сибелиуса состоялась в Гельсингфорсе (1899). В этом жанре композитор написал ещё 6 сочинений — последней была Седьмая симфония (одночастная Fantasia sinfonica), ор. 105, впервые исполненная в 1924 году в Стокгольме. Международную известность Сибелиус приобрёл именно благодаря симфониям, но популярностью пользуются и его скрипичный концерт, и многочисленные симфонические поэмы, такие, как «Дочь Похьёлы» (фин. Pohjolan tytär), «Ночная скачка и восход солнца» (швед. Nattlig ritt och soluppgang), «Туонельский лебедь» (Tuonelan joutsen) и «Тапиола» (Tapiola).
Большинство сочинений Сибелиуса для драматического театра (всего их шестнадцать) — свидетельство его особой склонности к театральной музыке: в частности, это симфоническая поэма «Финляндия» (Finlandia) (1899) и «Грустный вальс» (Valse triste) из музыки к пьесе шурина композитора Арвида Ярнефельта «Смерть» (Kuolema); пьеса была впервые поставлена в Гельсингфорсе в 1903 году. Многие песни и хоровые произведения Сибелиуса часто звучат у него на родине, но за её пределами почти неизвестны. Очевидно их распространению мешает языковой барьер, а кроме того, они лишены характерных достоинств его симфоний и симфонических поэм. Сотни фортепианных и скрипичных пьес и несколько сюит для оркестра также уступают лучшим сочинениям композитора.
Творческая деятельность Сибелиуса фактически завершилась в 1926 году симфонической поэмой «Тапиола», ор. 112. Более 30 лет музыкальный мир ждал от композитора новых сочинений — особенно его Восьмой симфонии, о которой столько говорилось (в 1933 году была даже анонсирована её премьера), однако ожидания не сбылись. В эти годы Сибелиус писал лишь небольшие пьесы, в том числе масонскую музыку и песни, ничем не обогатившие его наследие. Впрочем, существуют свидетельства, что в 1945 году композитор уничтожил большое количество бумаг и рукописей, — возможно, среди них были и не дошедшие до окончательного воплощения поздние сочинения.
Его творчество получает признание главным образом в англо-саксонских странах. В 1903—1921 годах он пять раз приезжал в Великобританию дирижировать своими произведениями, а в 1914 году посетил США, где под его управлением в рамках музыкального фестиваля в Коннектикуте прошла премьера симфонической поэмы «Океаниды» (Aallottaret). Популярность Сибелиуса в Великобритании и США достигла своего пика к середине 1930-х годов. Такие крупные английские писатели, как Роза Ньюмарч, Сесил Грей, Эрнест Ньюмен и Констант Ламберт, восхищались им как выдающимся композитором своего времени, достойным преемником Бетховена. Среди наиболее пылких приверженцев Сибелиуса в США были О. Даунс, музыкальный критик «Нью-Йорк Таймс», и С. Кусевицкий, дирижёр Бостонского симфонического оркестра. В 1935 году, когда музыка Сибелиуса прозвучала по радио в исполнении Нью-Йоркского филармонического оркестра, слушатели избрали композитора своим «любимым симфонистом».
С 1940-х годов интерес к музыке Сибелиуса заметно падает: раздаются голоса, подвергающие сомнению его новаторство в области формы. Сибелиус не создал своей школы и не оказал прямого влияния на композиторов следующего поколения. В наши дни его обычно ставят в один ряд с такими представителями позднего романтизма, как Р. Штраус и Э. Элгар. При этом в Финляндии ему отводили и отводят гораздо более важную роль: здесь он признан великим национальным композитором, символом величия страны.
В честь Сибелиуса ещё при жизни были названы улицы, парки, ежегодный музыкальный фестиваль «Неделя Сибелиуса». В 1939 году альма матер композитора, Музыкальный институт, получил название Академии имени Сибелиуса.
Умер в Ярвенпяя 20 сентября 1957 года.

### Сибелиус в масонстве
Многие годы был масоном и являлся одним из ведущих деятелей финского масонства. Сибелиус — один из основателей ложи «Суоми» № 1 в Хельсинки. В дальнейшем он был главным органистом Великой ложи Финляндии. Для сопровождения масонских обрядов в 1936 году он издал сборник хоров, ныне известный как «Масонская музыка для обрядов». Второе издание, исправленное и дополненное, включающее 9 пьес для хора с органом (или фисгармонией), вышло в 1950 году. Помимо вновь написанной музыки в сборник вошёл хор на фрагмент музыки из симфонической поэмы «Финляндия» (так называемый «Гимн Финляндии»), специальным образом подтекстованный.

## Основные произведения
Оркестровые
- Увертюра а-moll (1890—1891)
- Увертюра E-dur (1890—1891)
- Балетная сцена для оркестра (1891)
- Куллерво, симфония для солистов, хора и оркестра — Op.7 (1892)
- Сага, симфоническая поэма — Op.9 (1892)
- Карелия, увертюра — Op.10 (1893)
- Карелия, сюита — Op.11 (1893}
- Весенняя песнь — Op.16 (1894)
- Tiera, пьеса для духового оркестра (1894)
- Дриада, симфоническая поэма (1894)
- Четыре легенды — Op.22:
  - «Лемминкяйнен и девы на Саари» (1895)
  - «Лемминкяйнен в Туонеле» (1895)
  - «Туонельский лебедь» (1893)
  - «Возвращение Лемминкяйнена» (1895)
- Кассация для малого состава оркестра — Op.6 (1895)
- Исторические сцены I — Op.25 (1899):
  - Увертюра! (в оригинале «Аll' Overtura», то есть в характере увертюры.)
  - Сцена
  - Празднество
- Финляндия, симфоническая поэма — Op.26 (1899)
- Симфония № 1, e-moll — Op.39 (1898—1899)
- Симфония № 2, D-dur — Op.43 (1901)
- Кортеж, для оркестра (1901)
- Портреты, для струнного оркестра (1901)
- Романс C-dur для струнного оркестра — Op.42 (1903)
- Скрипичный концерт d-moll — Op.47 (1903)
- Дочь Похьолы, симфоническая фантазия — Op.49 (1906)
- Пан и эхо, танец-интермеццо — Op.53 (1906)
- Симфония № 3, C-dur — Op.52 (1904—1907)
- Ночная скачка и восход солнца, симфоническая поэма — Op.55 (1909)
- Траурный марш «In memoriam» — Op.59 (1909)
- Две пьесы для оркестра — Op.45 (1910):
  - Дриады
  - Танец-интермеццо
- Возлюбленный («Rakastava»), сюита для струнного оркестра — Op.14 (1911)
- Канцонетта для струнного оркестра — Op.62а (1911)
- Романтический вальс для малого состава оркестра — Op.62Ь (1911)
- Симфония № 4, a-moll — Op.63 (1911)
- Исторические сцены II — Op.66 (1912):
  - Охота
  - Любовная песня
  - У подъемного моста
- Две серенады для скрипки с оркестром — Op.69 :
  - № 1, d-moll (1912)
  - № 2, g-moll (1913)
- Бард, симфоническая поэма — Op.64 (1913)
- Океаниды, симфоническая поэма — Op.73 (1914)
- Две пьесы для скрипки (или виолончели) и малого состава оркестра — Op.77 :
  - Cantique (Laetare anima mea) (1914)
  - Devotion (Ab imo pectore) (1915)
- Симфония № 5, Es-dur — Op.82 (1915, оконч. ред. 1919)
- Экспромт — Op.87a (1917)
- Две юморески для скрипки и оркестра — Op.87b (1917):
  - № 1, d-moll
  - № 2, D-dur
- Четыре юморески для скрипки и оркестра — Op.89 (1917):
  - № 1, g-moll
  - № 2, g-moll
  - № 3, Es-dur
  - № 4, g-moll
- Марш финской пехоты (слова Нурмио) для мужских голосов и оркестра — Op.91a (1917)
- Марш скаутов для оркестра и четырехголосного хора — Op.91b (ad. lib., 1918)
- Три пьесы для оркестра — Op.96 (1920):
  - Лирический вальс
  - Былое! (пастораль)
  - Рыцарский вальс
- Маленькая сюита для 2-х флейт и струнного оркестра — Op.98а (1921):
  - Сценка
  - Полька Op.62а. Канцонетта для струнного оркестра (1911)
  - Эпилог
- Сельская сюита для струнного оркестра — Op.98b (1921):
  - Характерная пьеса
  - Элегическая мелодия
  - Танец
- Жанровая сюита — Op.100 (Suite caracteristique, 1922)
- Симфония № 6, d-moll — Op.104 (1923)
- Симфония № 7, C-dur — Op.105 (1924)
- Andante festivo, для струнного оркестра (1924)
- Andante lirico, для струнного оркестра (1924)
- Тапиола, симфоническая поэма — Op.112 (1925)

Опера
- «Девушка в башне» — опера в одном действии (1896)

Музыка к театральным постановкам
- «Король Христиан II», музыка к драме Адольфа Пауля — Op.27 (1898):
  - Элегия, Мюзетт, Менуэт, Песня о пауке
  - Ноктюрн, Серенада
  - Баллада
- Смерть («Kuolema»), музыка к драме Арвида Ярнефельта — Op.44 (1903):
  - Интродукция
  - Сцена с журавлями
  - Грустный вальс
- Пеллеас и Мелизанда, музыка к драме Мориса Метерлинка — Op.46 (1905):
  - У врат замка
  - Мелизанда
  - На морском берегу
  - Весна в парке
  - Три слепые сестры
  - Пастораль
  - Мелизанда за прялкой
  - Антракт
  - Смерть Мелизанды
- Пир Валтасара, музыка к драме Яльмара Прокопе — Op.51 ([1906):
  - Восточная процессия
  - Одиночество
  - Ночная музыка
  - Танец
  - Песнь еврейки
- Белый лебедь, музыка к драме Августа Стриндберга — Op.54 (1908):
  - Павлин
  - Арфа
  - Девушки с розами
  - Внемлите песне Робена
  - Одинокий принц
  - Белый лебедь и принц
  - Хвалебная песня
- Ящерица («Odlan»), музыка к пьесе Микаэля Либека — Op.8 (1909)
- Язык птиц, музыка к пьесе Адольфа Пауля (1911)
- Скарамуш, трагическая пантомима по пьесе Пауля Кнудсена — Op.71 (1913)
- Каждый, музыка к пьесе Гуго фон Гофмансталя — Op.83 (1916)
- Буря, музыка к драме Уильяма Шекспира — Op.109 (1926):
  - Прелюдия
  - Первая сюита: Дуб, Юмореска, Песнь Калибана, Жнецы, Канон, Сцена, Колыбельная, Антракт, Буря
  - Вторая сюита: Хор ветров, Интермеццо, Танец нимф, Просперо, Песни 1-я и 2-я, Миранда, Наяды, Танцевальный эпизод

Камерные
- Трио a-moll (1881—1882)
- Фортепианный квартет e-moll (1881—1882)
- Сюита для скрипки и фортепиано (1883)
- Андантино для виолончели и фортепиано (1884)
- Струнный квартет Es-dur (1885)
- Соната для скрипки и фортепиано F-dur (1886)
- Фортепианное трио (1887)
- Две пьесы (Романс и Эпилог) для скрипки и фортепиано — Op.2 (1888)
- Тема с вариациями для струнного квартета (1888)
- Струнный квартет B-dur — Op.4 (1889)
- Фортепианный квинтет g-moll (1889)
- Сюита для скрипки, альта и виолончели A-dur (1889)
- Струнный квартет a-moll (1889)
- Октет для флейты, кларнета и струнных (1891), позднее использованный в «Саге»
- Фортепианный квартет C-dur (1891)
- Рондо для альта и фортепиано (1895)
- Меланхолия для виолончели и фортепиано — Op.20 (1901)
- Сокровенные голоса («Voces intimae»), струнный квартет d-moll — Op.56 (1909)
- Четыре пьесы для скрипки (или виолончели) и фортепиано — Op.78 (1915)
- Шесть пьес для скрипки и фортепиано — Op.79 (1915)
- Сонатина E-dur для скрипки и фортепиано — Op.80 (1915)
- Пять пьес для скрипки и фортепиано — Op.81 (1915)
- Новеллета для скрипки и фортепиано — Op.102 (1923)
- Деревенские танцы, пять пьес для скрипки и фортепиано — Op.106 (1925)
- Четыре пьесы для скрипки и фортепиано — Op.115 (1929)
- Три пьесы для скрипки и фортепиано — Op.116 (1929)

Для фортепиано
- Шесть экспромтов — Op.5 (?)
- Соната F-dur — Op.12 (1893)
- Десять пьес — Op.24 (1894—1903)
- Всадник (1901)
- Шесть финских народных песен (1903)
- Кюлликки, три лирические пьесы — Op.41 (1904)
- Десять пьес — Op.58 (1909])
- Три сонатины — Op.67 (1912)
- Два маленьких рондо — Op.68 (1912)
- Pensees lyriques, 10 пьес — Op.40 (1912—1914)
- Spagnuolo (1913)
- Четыре лирические пьесы — Op.74 (1914)
- Пять пьес — Op.75 (1914)
- Тринадцать пьес — Op.76 (1914)
- 10 багателей — Op.34 (1914—1916)
- Пять пьес — Op.85 (1916)
- Mandolinata (1917)
- Шесть пьес — Op.94 (1919)
- Шесть багателей — Op.97 (1920)
- Романтическая пьеса (1920)
- Страстное желание (1920)
- Восемь коротких пьес — Op.99 (1922)
- Пять романтических пьес — Op.101 (1923)
- Пять характерных впечатлений — Op.103 (1924)
- Пять эскизов — Op.114 (1929)

Для органа
- Две пьесы — Op.111:
  - Интрада (1926)
  - Траурная музыка (1931)

Для хора
- Шесть мужских хоров a cappella на тексты «Калевалы», «Кантелетара» и на слова Киви — Op.18 (1893—1901)
- Университетская кантата 1894 года, для хора и оркестра (1894)
- Кантелетар («Min rastas»), для мужского хора a cappella (1894)
- Нескончаемый день (слова Эркко), для детских голосов a cappella (1896)
- Университетская кантата 1897 года для смешанного хора a cappella — Op.23 (1897)
- Единая сила (слова Каяндера), для мужского хора a cappella (1898)
- Sandels, импровизация для мужского хора и оркестра на слова Рунеберга — Op.28 (1898)
- № 1 — «Песня о Лемминкяйнене» (?), № 3 — «Афинская песня» для хора мальчиков, мужского хора, септета духовых и ударных, на слова Ридберга — Op.31 (1899)
- Natus in curas. Гимн для мужского хора a cappella — Op.21 (1899)
- Экспромт для женского хора и оркестра на слова Ридберга — Op.19 (1902)
- Происхождение огня («Калевала») для баритона, мужского хора и оркестра — Op.32 (1902)
- Не надо жалоб (на слова Рунеберга), для смешанного хора a cappella (1905)
- Carminalia, для хора мальчиков (1905)
- Пленная королева, баллада для хора и оркестра — Op.48 (1906)
- Две песни для смешанного хора a cappella — Op.65 (1912)
- Drommarna, для смешанного хора (1912)
- Uusimaa, для смешанного хора (1912)
- Juhlamarssi, для смешанного хора (1912)
- Три песни для американских школ, для детских голосов a cappella (1913)
- Национальный школьный марш, для детского хора a cappella (1913)
- Дорога в школу, для детского хора a cappella (1913)
- Пять мужских хоров a cappella — Op.84 (1915)
- Безрассудство Фридолина (на слова Карлфельдта), для мужского хора a cappella (1917)
- Две песни для мужского хора a cappella (1918)
- Наша родная страна, кантата для хора и оркестра, слова Каллио — Op.92 (1918)
- Песня земли, кантата для хора и оркестра на текст Ярла Геммера — в ознаменование открытия университета в Турку — Op.93 (1919)
- Гимн земле, кантата для хора и оркестра на текст Эйно Лейно — Op.95 (1920)
- Братство (на слова Ахо), для мужского хора a cappella (1920)
- Сходство (на слова Рунеберга), для мужского хора a cappella (1920)
- Путешествие Джона (на слова Фрёдинга), для мужского хора a cappella (1920)
- Торжественный марш (I) певческого братства в Выборге, для мужского хора (1921)
- Гимн для хора и органа — Op.107 (1925)
- Два мужских хора a cappella — Op.108 (1925)
- Два псалма для смешанного хора a cappella (1925—1927)
- Гимн Вяйнё («Калевала») для хора и оркестра — Op.110 (1926)
- Масонская обрядовая музыка для мужских голосов, фортепиано или органа — Op.113 (1927—1948)
- Стража на мосту, для мужского хора a cappella (1929)
- Торжественный марш (II) певческого братства в Выборге, для мужского хора a cappella (1929)
- Судьба Карелии, для мужского хора и фортепиано (изд. 1930)

Для голоса с сопровождением
- Серенада для голоса и фортепиано на слова Рунеберга (1888)
- Водяной дух, две песни с сопровождением фортепианного трио к пьесе Веннерберга (1888)
- Плавание, для голоса и фортепиано (1899)
- Гимн к Таис, на слова Боргстрёма, для голоса и фортепиано (1900)
- Семь песен на слова Рунеберга с сопровождением фортепиано — Op.13 (1891—1892)
- Ариозо на слова Рунеберга для голоса и струнного оркестра — Op.3 (1893)
- Пять рождественских песен для голоса и фортепиано — Op.1 (1895)
- Семь песен на слова Рунеберга, Тавастьерна и др. для голоса и фортепиано — Op.17 (1894—1899)
- Невеста перевозчика" для баритона или меццо-сопрано и оркестра — Op.33 (1897)
- Шесть песен для голоса и фортепиано, среди них — «Мартовский снег» (№ 5), «Алмазы на снегу» (№ 6) (вторая авторская редакция — для голоса и оркестра) — Op.36 (1899)
- Пять песен для голоса и фортепиано, среди них — «Девушка пришла домой с прогулки» (№ 5) на слова Рунеберга — Op.37 (1898—1902)
- Пять песен для голоса и фортепиано — Op.38 (1904)
- Шесть песен для голоса и фортепиано, среди них — «Тихий город» (№ 5) на слова Демеля — Op.50 ([1906)
- Две песни для голоса и фортепиано — Op.35 (1907)
- Восемь песен для голоса и фортепиано на слова Иозефсона — Op.57 (1909)
- Две песни для голоса и фортепиано (или гитары) на тексты из «Двенадцатой ночи» Шекспира — Op.60 (1909)
- Восемь песен для голоса и фортепиано на слова Тавастьерна, Рунеберга и др. — Op.61 (1910)
- Луоннотар («Калевала»), поэма для сопрано и оркестра — Op.70 (1913)
- Шесть песен для голоса и фортепиано на слова Топелиуса, Ридберга и др. — Op.72 (1914—1915)
- Мечта (на слова Рунеберга), для двух сопрано и фортепиано (1915)
- Шесть песен для голоса и фортепиано — Op.86 (1916)
- Шесть песен для голоса и фортепиано на слова Францена и Рунеберга — Op.88 (1917)
- Шесть песен для голоса и фортепиано на слова Рунеберга — Op.90 (1917)
- Нарцисс (на слова Грипенберга), для голоса и фортепиано (1918)
- Паруса, для голоса и фортепиано (1918)
- Девочки (на слова Прокопе), для голоса и фортепиано (1918)
- Угасший, для голоса и фортепиано (1918)
- Синяя утка, для голоса и фортепиано (изд. 1925)

Мелодекламация
- Желающий («Tranaden»), мелодекламация на слова Стагнелиуса, с сопровождением фортепиано (1887)
- Ночи ревности, мелодекламация на слова Рунеберга, с сопровождением фортепианного трио (1888)
- Лесная нимфа (слова Ридберга), с сопровождением фортепиано, двух валторн и струнного оркестра — Op.15 (1894)
- Оркестровая поэма (1895)
- Ледоход на реке Уле (слова Топелиуса), с сопровождением мужского хора и оркестра — Op.30 (1899)
- Снежный покой («Snofrid», слова Ридберга), с сопровождением хора и оркестра — Op.29 (1900)
- Одинокий лыжный след, мелодекламация (на слова Грипенберга) в сопровождении фортепиано (1925)

## Исполнения музыки Сибелиуса
Среди дирижёров, осуществивших записи всех симфоний Сибелиуса (включая или исключая «Куллерво»), — Морис Абраванель, Владимир Ашкенази (дважды), Джон Барбиролли, Пааво Берглунд (трижды), Леонард Бернстайн (дважды), Герберт Блумстедт, Осмо Вянскя (дважды), Александр Гибсон, сэр Колин Дэвис (трижды), Курт Зандерлинг, Лорин Маазель (дважды), Геннадий Рождественский, Саймон Рэттл, Петри Сакари, Юкка-Пекка Сарасте, Лейф Сегерстам (дважды), Неэме Ярви (дважды).
Важные записи некоторых симфоний Сибелиуса осуществили также Карел Анчерл (№ 1), Томас Бичем (№ 4, 7), Герберт фон Караян (№ 1, 2, 4—7), Роберт Каянус (№ 1—3, 5), Кирилл Кондрашин (№ 2, 3, 5), Сергей Кусевицкий (№ 2, 5, 7), Джеймс Левайн, Евгений Мравинский (№ 3, 7), Юджин Орманди (№ 1, 2, 4, 5, 7), Ханс Росбауд (№ 2, 4, 5), Евгений Светланов (№ 1), Джордж Селл (№ 2—4, 7), Георг Тинтнер (№ 7), Серджиу Челибидаке (№ 2, 5), Георг Шнеевойгт (№ 6), Пааво Ярви («Куллерво»). Прочие оркестровые произведения Сибелиуса записывал Вильгельм Фуртвенглер.
Записи скрипичного концерта осуществили скрипачи Камилла Викс, Ида Гендель, Гидон Кремер, Анна-Софи Муттер, Давид Ойстрах, Ицхак Перлман, Исаак Стерн, Яша Хейфец, Генрик Шеринг, Пинхас Цукерман, Максим Венгеров.

## Фильмы о Сибелиусе
В 2003 году финским режиссёром Тимо Койвусало был снят фильм «Сибелиус» о жизни композитора. Роль Сибелиуса сыграл актёр Мартти Суосало.

## Наследие
В 1949 году Сибелиус дал согласие Отто Андерссону на присвоение музею своего имени. Новое здание для музея музыки в Турку спроектировал в 1968 году финский архитектор Вольдемар Бекман. В 1967 году в парке Сибелиуса в районе Така-Тёёлё (Хельсинки) открыт памятник композитору.
В 1965 году, в честь столетнего юбилея композитора, был открыт Дом-музей в городе Хямеэнлинна (он находится в доме, в котором родился Сибелиус). В городе также находятся бронзовый памятник Сибелиусу, а также названные в честь него улица и парк.
В 1972 году оставшиеся в живых дочери Сибелиуса продали усадьбу Айнолу, в которой он жил с 1904 года со своей женой Айно, государству Финляндия. С 1974 года она функционирует как музей. Ежегодно его посещают более 30 тыс. человек. Согласно завещанию, Ян и Айно Сибелиус были похоронены в Айнола. В 2000 году его именем назван концертный зал (Сибелиус Холл) в Лахти, Финляндия. Ежегодно с 2000 года в Сибелиус-Холле в Лахти проходит фестиваль Яна Сибелиуса.
В 2015 году, к 150-летию со дня рождения композитора, состоялся ряд специальных концертов и мероприятий, которые проходили как в Финляндии, так и за её пределами.
Начиная с 2011 года в день рождения знаменитого композитора (8 декабря) жители Финляндии отмечают День Яна Сибелиуса и финской музыки.
Именем композитора назван популярный нотный редактор — Sibelius, а также астероид 1405 Sibelius.